# Spessart-Gymnasium Alzenau
Das Spessart-Gymnasium Alzenau (SGA) ist ein öffentliches, naturwissenschaftlich-technologisches, sprachliches und humanistisches Gymnasium in Alzenau, Bayern. Es ist nach dem Spessart benannt – einem bewaldeten Mittelgebirge, dessen Ausläufer östlich der Stadt liegen.
Das Gymnasium wurde 1962 gegründet. In den späten 1990er Jahren wurde es renoviert und erweitert und besitzt nun eine Sternwarte.

## Ganztagsangebot
Die Schule bietet eine offene Ganztagsschule mit pädagogischen Fachkräften des Albert-Schweitzer-Familienwerks Bayern. In der Mensa gibt es mittags warmes Essen.

## Schüleraustauschprogramme
Das Spessart-Gymnasium nimmt an Schüleraustauschen mit Partnerschulen in Finnland, Polen, Frankreich und Italien teil.

## Mitgliedschaften und Auszeichnungen
- 2017: Beitritt zum Programm „Fairtrade-Schools“[6]
- seit 2018: Mitgliedschaft bei Schule ohne Rassismus – Schule mit Courage
- 2023: Titel „Klimaschule Bronze“ für besonderes Engagement im Kampf gegen den Klimawandel[7]

## Ehemalige Schüler
- Johannes Scherer (* 1973), Radio- und Fernsehmoderator, Abitur 1992
- Alexander Legler (* 1977), Rechtsanwalt und Kommunalpolitiker (CSU), Abitur 1997
- Elias Hauck und Dominik Bauer (beide * 1978), Comiczeichnerduo
- Luca-Dante Spadafora (* 1999), DJ und Musikproduzent